# Мастури, Хазем
Хазе́м Мастури́ (араб. حازم المستوري‎; род. 18 июня 1997, Тунис) — тунисский футболист, полузащитник махачкалинского «Динамо» и сборной Туниса.

## Клубная карьера
Мастури начал профессиональную карьеру в клубе «Дегаш» из Третьего дивизиона Туниса. В 2020 году Хазем перешёл в «Таузар», в составе которого провёл год. В 2021 году Мастури подписал контракт с «Митлави». 28 октября в матче против «Унион Бен-Гардан» он дебютировал в тунисской Лиге 1. 3 ноября в поединке против «Хаммам-Сус» Хазем забил свой первый гол за «Митлави». В 2023 году игрок год отыграл в составе иракского «Наджаф». В 2024 году Мастури перешёл в «Монастир». 1 сентября в матче против «Бизертена» он дебютировал за новую команду. 3 октября в поединке против «Унион Бен-Кардан» Хазем забил свой первый гол за «Монастир». По итогам сезона игрок забил 16 мячей и стал вторым лучшим бомбардиром чемпионата. 17 августа 2025 года стало известно, что он перешёл в махачкалинское «Динамо».

## Международная карьера
14 ноября 2024 года в отборочном матче Кубка Африки 2025 против сборной Мадагаскара Мастури дебютировал за сборную Туниса. 19 марта 2025 года в отборочном поединке чемпионата мира 2026 против сборной Либерии он забил свой первый гол за национальную команду.

### Голы за сборную Туниса
| #   | Дата          | Место                                | Противник    | Счёт | Результат | Соревнование                     |
| --- | ------------- | ------------------------------------ | ------------ | ---- | --------- | -------------------------------- |
| 01. | 19 марта 2025 | Антуанетта Табман, Монровия, Либерия | Либерия      | 0:1  | 0:1       | Чемпионат мира 2026 квалификация |
| 02. | 2 июня 2025   | Олимпийский стадион, Радес, Тунис    | Буркина-Фасо | 2:0  | 2:0       | Товарищеский матч                |